# Zonites casius
Zonites casius is een slakkensoort uit de familie van de Zonitidae. De wetenschappelijke naam van de soort is voor het eerst geldig gepubliceerd in 1889 door E. von Martens.